# Африч, Вьекослав
Вьекослав Африч (хорв. Vjekoslav Afrić; 26 августа 1906, Хвар, Австро-Венгрия (ныне Хорватия) — 28 июля 1980, Сплит, Хорватия, СФРЮ) — хорватский и югославский актёр, режиссёр и сценарист.

## Биография
В 1927 году окончил актёрскую школу в Загребе. Выступал на театральных сценах в Сплите, Сараево и Белграде. С 1930 года — в Загребе, где играл, в основном, в классических пьесах.
В годы Второй мировой войны — участник Народно-освободительного движения Югославии. С 1942 года — в партизанском отряде, занимался организацией театральной деятельности НОАЮ.
После освобождения в 1945 году, стал одним из зачинателей нового югославского кино. Сначала попробовал себя в качестве актёра, позже, по собственному сценарию поставил первый послевоенный югославский художественный фильм — «Славица» (1946). Фильм был хорошо принят югославским зрителем.
Занимался педагогической деятельностью, был одним из основателей Высшей школы кино в Белграде, в которой был директором до 1950 года. Затем стал профессором в Белградской Академии театрального искусства и ректором Университета искусств в Белграде до выхода на пенсию. Был также президентом Союза культурных и художественных учреждений Югославии.
До смерти жил в маленьком городке Трибунь около Шибеника, занимался живописью, писал мемуары о театре периода национального освобождения Югославии.
Похоронен на Аллее почётных граждан Нового кладбища Белграда.

## Избранная фильмография

### Режиссёр
- 1946 — Славица
- 1949 — Barba Žvane
- 1952 — Hoja! Lero!

### Сценарист
- 1946 — Славица
- 1949 — Barba Žvane

### Актёр кино
- 1946 — В горах Югославии — учитель Иво и комиссар Драже Михайлович
- 1947 — Živjeće ovaj narod — Иосип Броз Тито
- 1951 — Major Bauk — Н. Попович
- 1963 — Operacija Ticijan — Уго Боначич
- 1963 — Dani
- 1963 — Ubica na odsustvu — Бошкович

### Актёр театра
- Гамлет в «Гамлете» Шекспира,
- Оберон и Орсин в «Сне в летнюю ночь» Шекспира,
- Кристиан в «Сирано де Бержераке» Э. Ростана,
- Фауст в одноимённой трагедии И. Гёте,
- Британик в одноимённой пьесе Ж. Расина
- Раскольников в «Преступлении и наказании» Достоевского,
- князь Мышкин в «Идиоте» Достоевского,
- Вася в «Квадратуре круга» В. Катаева

## Награды
- Орден Труда с Красным знаменем
- Орден «За заслуги перед народом» II степени с серебряной звездой
- Орден Братства и единства с серебряным венком
- медаль Партизанская память
- Премия Антифашистского вече народного освобождения Югославии (1973)